# Harold Cohen
Harold Cohen (* 1. Mai 1928 in London; † 27. April 2016) war ein britischer Maler, Grafiker und Informatiker. Er lebte und arbeitete in London, San Diego/Kalifornien und New York City. Seine Malerei ist dem Abstrakten Expressionismus zuzuordnen. Er ist der ältere Bruder des ebenfalls international bekannten Malers Bernard Cohen (* 1933).

## Leben und Werk
Harold Cohen machte im Jahr 1951 sein Examen nach einem Studium der Kunst an der Slade School of Fine Art in London. Er unternahm eine Studienreise nach Italien. Von 1952 bis 1966 hatte Cohen verschiedene Lehrtätigkeiten in England inne.
Seine Arbeit errang in den 1960er Jahren internationale Aufmerksamkeit, 1961 nahm er an der II. Biennale de Paris und 1963 an der Tokio Biennale teil, im Jahr 1964 wurde er zur Teilnahme an der documenta III in Kassel in die Abteilung Malerei eingeladen. 1966 nahm Cohen als einer von fünf britischen Künstlern an der Biennale von Venedig teil. Im Jahr 1977 wurde er ein zweites Mal zu einer documenta nach Kassel eingeladen, zur documenta 6 in die Abteilung Zeichnung.
Im Jahr 1968 erhielt Cohen eine Gastprofessur für bildende Kunst an der University of California in San Diego (USA). 1969 übernahm er die Leitung ihrer Abteilung für Visuelle Künste und wurde Gründungsdirektor des Center for Research in Computing and the Arts (CRCA). Harold Cohen zeigt großes Interesse an Programmierung und an Künstlicher Intelligenz. Er wurde im Jahr 1971 als Gastforscher an das Artificial Intelligence Laboratory der Stanford University eingeladen, um an der Entwicklung einer Zeichnungsmaschine mitzuarbeiten. Im Jahr 1974 programmierte Harold Cohen die erste Programmversion von AARON: AARON ist eine Art Algorithmus für die Zeichenbewegung der menschlichen Hand für einen autonomen Computer als Zeichenmaschine.